# Емануел Груши
Емануел Груши (23. октобар 1766 – 29. мај 1847) је био маршал Француског царства.

## Биографија
Учествовао је у Француским револуционарним ратовима. Истакао се у гушењу побуне у Вандеји (1793-5) и у бици код Киброна. Године 1798. постао је командант окупираног Пијемонта. Командовао је левим француским крилом у бици код Нови Лигура из 1799. године. Следеће године је допринео победи код Хоенлиндена притекавши у кључном тренутку пољуљаним француским снагама. У Наполеоновим ратовима је учествовао у биткама код Пројсиш-Ајлауа и Фридланда. У Наполеонових сто дана постао је маршал и командант француске војске која се на југу Француске борила против ројалиста. Године 1815. командовао је француским снагама у Белгији, заузео Лињи и приморао непријатеља на повлачење. У одсудној бици код Ватерлоа је изостао.